# 沐劍屏
沐劍屏，金庸小說《鹿鼎記》裡的一個虛構人物。在鹿鼎記裡面，她是明朝沐王府的郡主、沐英後人、沐天波幼女，到了京城，被天地會的人抓到皇宮裡送給韋小寶，跟韋小寶經歷了許多事，最後成了韋小寶的妻子之一。她自小就受到過度的保護，使她過度單純、不經世事，是一個可愛和天真的女孩。韋小寶稱沐劍屏為「小小老婆」或「好妹妹」，被韋小寶要求稱他為「好哥哥」。

## 影視飾演者
- 《1977》羅安琪
- 《1984》毛舜筠
- 《1984》應曉薇
- 《1998》鄺文珣
- 《2000》張茜
- 《2008》劉芸
- 《2014》吳倩
- 《2020》關芯